# Służba Tyłów Federacji Rosyjskiej
Służba Tyłów Federacji Rosyjskiej (w literaturze polskiej znana też jako Wojska Tyłowe Federacji Rosyjskiej)  - dodatkowa struktura w Siłach Zbrojnych Federacji Rosyjskiej, w której służy ok. 250 tys. żołnierzy.
Jest to struktura logistyki i wsparcia, która zapewnia podstawy funkcjonowania całości sił zbrojnych. Na jej czele stoi gen. płk Dmitrij Bułgakow.